# ويلهلم باك
ويلهلم باك (بالألمانية: Wilhelm Buck)‏ هو سياسي ألماني، ولد في 12 نوفمبر 1869 في باوتسن في ألمانيا، وتوفي في 2 ديسمبر 1945 في رادبويل في ألمانيا. حزبياً، نشط في الحزب الديمقراطي الاجتماعي الألماني وOld Social Democratic Party of Germany ‏. وقد انتخب عضو مجلس النواب الألماني للإمبراطورية الألمانية وانتخب عضو مجلس النواب الألماني للجمهورية فايمار.